# Troy (Montana)
Troy é uma cidade localizada no estado americano de Montana, no Condado de Lincoln.

## Demografia
Segundo o censo americano de 2000, a sua população era de 957 habitantes.
Em 2006, foi estimada uma população de 994, um aumento de 37 (3.9%).

## Geografia
De acordo com o United States Census Bureau tem uma área de
2,0 km², dos quais 2,0 km² cobertos por terra e 0,0 km² cobertos por água. Troy localiza-se a aproximadamente 162 m acima do nível do mar.

## Localidades na vizinhança
O diagrama seguinte representa as localidades num raio de 40 km ao redor de Troy.